# 수호이 Su-24
수호이 Su-24(러시아어: Су-24, NATO 코드명: Fencer)는 소련이 개발한 초음속 전천후 공격기이다. 이 전투기는 가변익을 가진 쌍발 엔진 전투기로, 조종사 2명이 나란히 앉을 수 있도록 좌석 배치를 했다. 1961년 Su-7B가 도입되는 대신, 전천후로 정밀공격을 할 수 있는 변형을 개발한다는 조건을 수용한 수호이가 1962년부터 개발에 착수해 내놓은 전투기이다. 이 전투기는 소련 전투기 최초로 통합된 디지털 항법/공격 시스템을 갖춘 전투기다. 현재 러시아 공군 외에도 다양한 국가가 운용 중이다.

## 같이 보기
- 수호이 Su-25
- 수호이 Su-34